# Litke
Litke là một thị trấn thuộc hạt Nógrád, Hungary. Thị trấn này có diện tích 18,16 km², dân số năm 2010 là 843 người, mật độ 46 người/km².